# Rio Utinga
Rio Utinga är ett vattendrag i Brasilien.   Det ligger i delstaten Bahia, i den östra delen av landet, 800 km nordost om huvudstaden Brasília.
I omgivningarna runt Rio Utinga växer huvudsakligen savannskog. Runt Rio Utinga är det mycket glesbefolkat, med 6 invånare per kvadratkilometer.